# Sarcopromusca sarcophagina
Sarcopromusca sarcophagina är en tvåvingeart som först beskrevs av Wulp 1896.  Sarcopromusca sarcophagina ingår i släktet Sarcopromusca och familjen husflugor. Inga underarter finns listade i Catalogue of Life.